# Круглый (Саратовская область)
Кру́глый — хутор в Калининском районе Саратовской области. Входит в состав Малоекатериновского муниципального образования. Основан в XVIII веке.

## География
Хутор находится на расстоянии примерно 7 км (по прямой) к юго-западу от города Калининск, административного центра района.

### Часовой пояс
Хутор Круглый, как и вся Саратовская область, находится в часовой зоне МСК+1. Смещение применяемого времени относительно UTC составляет +4:00.

## Население
| 2002 | 2010 |
| ---- | ---- |
| 176  | ↘172 |

### Национальный состав
Согласно результатам переписи 2002 года, в национальной структуре населения русские составляли 83 % из 176 чел.